# Harmonikus színezés

Három szintű, 7-szeresen elágazó fa 12 színnel történő harmonikus színezése. A fa harmonikus kromatikus száma 12, mivel kevesebb színt használva lenne olyan színpár, ami egynél több szomszédos csúcspáron jelentkezne. Továbbá, a Mitchem-képlet alapján χ_{H}(T_{7,3}) = ⌈(3/2)(7+1)⌉ = 12.

A matematika, azon belül a gráfelmélet területén egy harmonikus színezés olyan (jó) csúcsszínezés, melyben minden színpáros legfeljebb egy szomszédos csúcspáron jelenik meg. A G gráf harmonikus kromatikus száma, χH(G) a minimális számú szín, ami szükséges G harmonikus színezéséhez.
Minden gráfnak van harmonikus színezése, hiszen minden csúcs különböző színre színezése megfelel a feltételeknek; ezért χH(G) ≤ |V(G)|. Triviális, hogy léteznek olyan G gráfok, melyekre χH(G) > χ(G) (ahol χ a kromatikus szám); példa erre az összes, 2-nél nagyobb hosszúságú út, melyek 2-színezhetők, de nincsen harmonikus 2-színezésük.
A χH(G) néhány tulajdonsága:
1. {\displaystyle \chi _{H}(T_{k,3})=\left\lceil {\frac {3(k+1)}{2}}\right\rceil }, ahol Tk,3 a 3 szintű teljes k-áris fa. (Mitchem 1989)

A harmonikus színezést elsőként Harary and Plantholt (1982) vetették fel. Még mindig keveset tudni vele kapcsolatban.

## Fordítás
- Ez a szócikk részben vagy egészben a Harmonious coloring című angol Wikipédia-szócikk ezen változatának fordításán alapul.  Az eredeti cikk szerkesztőit annak laptörténete sorolja fel. Ez a jelzés csupán a megfogalmazás eredetét és a szerzői jogokat jelzi, nem szolgál a cikkben szereplő információk forrásmegjelöléseként.